# نشرة تسويقية

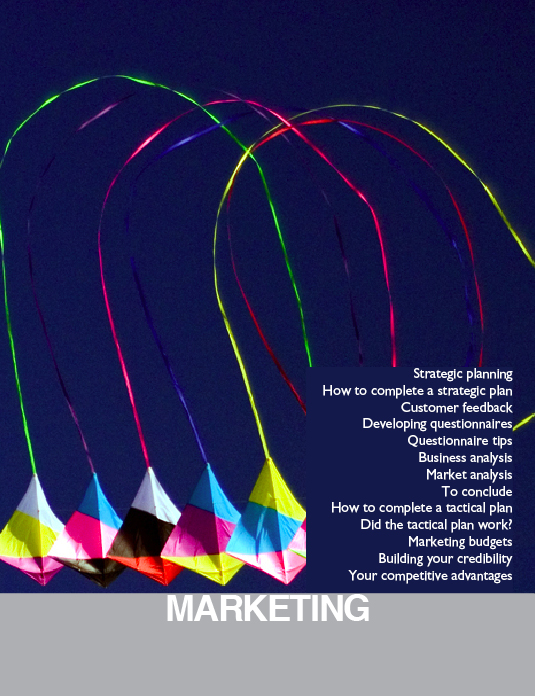
غلاف كتيب على شكل النشرات التسويقية: يلخص القضايا الرئيسية التي يتناولها.

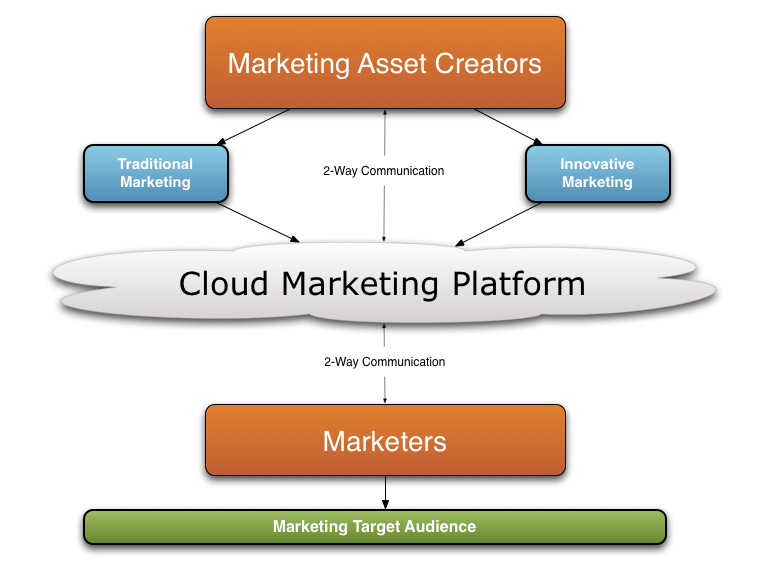
مخطط بياني على شكل نشرة تسويقية: يوضح منتجًا مركزيًا مرتبطًا بقضايا أخرى.

يشير مصطلح «النشرة التسويقية» إلى مستند صغير أو كتيب، يصف منتجًا أو خدمة ويروج لها بهدف تسويقها. وقد استخدمت بعض الشركات برامج الطباعة عن طريق الحاسوب لإنتاج النشرات التسويقية
والتي قد تتوفر للاستخدام في المكتبات العامة. وعلى الرغم من ذلك، ينتشر بين الشركات التعاون مع شركة (أو قسم) طباعة مختصة والتي تتمتع بالخبرة في إعداد مثل هذه الوثائق لإعداد نشرات التسويق. وعند مقارنة النشرة التسويقية بـالنشرة الإعلانية أو المنشور (إعلان يوزع باليد)، نجد أن نشرة التسويق عادة ما تكون مصنوعة من ورق عالي الجودة وتتميز بألوانها البراقة وتكون قابلة للطي أو ثني إحدى طبقاتها بدبوسٍ أو مشبك.
ولأن الهدف من النشرة التسويقية هو إثراء عملية بيع المنتجات وتوزيعها إضافةً إلى ترويج الخدمات؛ تتسم لغة كتابة النشرة بالإيجابية باستخدام «مصطلحات متوهجة» لبيان الميزات والمنافع المعروضة. لذا فكتابة شكاوى المستهلكين الخاصة بالمنتج في النشرة التسويقية أمر بعيد الاحتمال، وذلك لتفادي أي انطباع سلبي قد يأخذه القارئ عن المنتج أو الخدمة المقدمة. ويكون التركيز على إقناع المستهلك وتشجيعه لاقتناء المنتج المذكور في النشرة.

## أصل المصطلح
يرجع تاريخ مصطلح «النشرة التسويقية» إلى عقود سابقة، حيث استُخدم المصطلح في الإعلان عن السيارات الحديثة في عام 1955 التي تنتجها شركة فورد ثاندربيرد.

## وصلات خارجية
- Google search to show images of some brochures